# Llano Encino Amarillo
Llano Encino Amarillo är en ort i Mexiko.   Den ligger i kommunen Coicoyán de las Flores och delstaten Oaxaca, i den sydöstra delen av landet, 260 km söder om huvudstaden Mexico City. Llano Encino Amarillo ligger 1 669 meter över havet och antalet invånare är 475.
Terrängen runt Llano Encino Amarillo är kuperad åt sydväst, men åt nordost är den bergig. Terrängen runt Llano Encino Amarillo sluttar söderut. Runt Llano Encino Amarillo är det ganska glesbefolkat, med 35 invånare per kvadratkilometer. Närmaste större samhälle är San Pablo Atzompa, 19,2 km väster om Llano Encino Amarillo. I omgivningarna runt Llano Encino Amarillo växer huvudsakligen savannskog.